# HD 102272
HD 102272 är en ensam stjärna belägen i den mellersta delen av stjärnbilden Lejonet. Den har en skenbar magnitud av ca 8,71 och kräver åtminstone en stark handkikare eller ett mindre teleskop för att kunna observeras. Baserat på parallaxmätning inom Hipparcosuppdraget på ca 4,1 mas, beräknas den befinna sig på ett avstånd på ca 800 ljusår (ca 240 parsek) från solen.

## Egenskaper
HD 102272 är en orange till röd jättestjärna av spektralklass K0 III. Den har en massa som är ca 1,9 solmassor, en radie som är ca 10 solradier och en effektiv temperatur av ca 4 900 K.

## Planetsystem
År 2008 upptäcktes två exoplaneter som kretsar kring stjärnan. Planeterna upptäcktes med metoden för mätning av radiell hastighet och Hobby-Eberly-teleskopet. Radiella hastighetsdata visar tydligt närvaron av den inre planeten HD 102272 b. Även om det finns bevis för en annan planet, finns det inte tillräckligt med data för att entydigt bestämma dess omlopp.
| Planet | Massa         | Halv storaxel (AE) | Siderisk omloppstid (d) | Excentricitet | Inklination | Radie |
| ------ | ------------- | ------------------ | ----------------------- | ------------- | ----------- | ----- |
| b      | ≥5,9 ± 0,2 MJ | 0,614 ± 0,001      | 127,58 ± 0,30           | 0,05 ± 0,04   | -           | -     |
| c      | ≥2,6 ± 0,4 MJ | 1,57 ± 0,05        | 520 ± 26                | 0,68 ± 0,06   | -           | -     |